# Ooredoo (Tunisia)

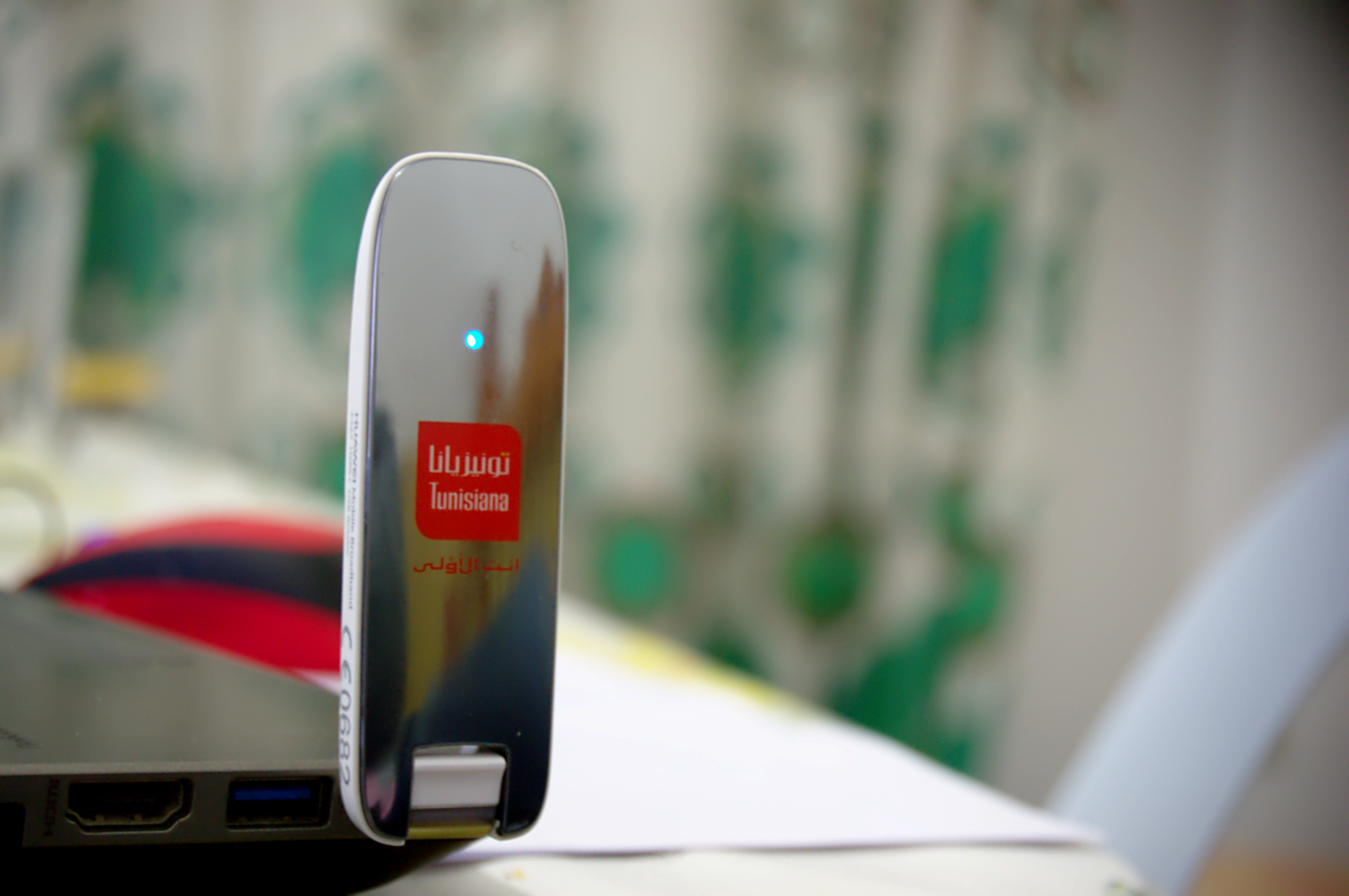
Chiavetta 3G con il vecchio marchio Tunisiana

Ooredoo (precedentemente nota come Tunisiana) è il primo operatore telefonico privato in Tunisia. È di proprietà dell'omonima azienda del Qatar. Fu fondata l'11 maggio 2002.
Al 30 marzo 2013 aveva circa 7 milioni di abbonati.
All'inizio del 2006 ha lanciato i servizi GPRS ed EDGE.
Il 24 maggio 2012 ha ottenuto la licenza 3G.
Il 24 aprile 2014 ha cambiato il suo nome da Tunisiana a Ooredoo.